# Huis Van Dijck
Het Huis Van Dijck (Frans: Maison Van Dijck) van architect Gustave Strauven ligt aan Clovislaan 85-87, (Brussel), in de Wijk van de Squares. De bouw duurde van 1899 tot 1901.

## Beschrijving
De voorgevel bestaat duidelijk uit twee verticale delen. Een eerst wat smaller bevat een wat dubbele deur met erboven twee loggia's. Het tweede, breder met een kleine deur maar met daarboven doorlopende balkons die op het dak uitmonden in bovenbouwtje dat doet denken aan de katrolkapjes in opslagplaatsen.

## Art-nouveau-elementen
- Gebruik van smeedijzer zeer zichtbaar aan de voorgevel
- Op planten geïnspireerde versieringen in de dubbele deur

## Toegang
Het gebouw is niet toegankelijk want het wordt nog steeds bewoond. De binneninrichting is ook drastisch gewijzigd om er moderne appartementen met alle comfort van te maken. Er valt dus binnen niet veel te zien.